# Win Min Than
Win Min Than (birmanisch ဝင်းမင်းသန်; * 30. November 1932 in Rangun, Britisch-Indien, heute Myanmar) ist eine ehemalige burmesische Schauspielerin. Bekanntheit erlangte die Laiendarstellerin durch die weibliche Hauptrolle in dem britischen Kriegsfilm Flammen über Fernost (1954), die ihr einziger Auftritt in einem Spielfilm bleiben sollte.

## Leben

### Kindheit, Ausbildung und Heirat
Win Min Than (dt. etwa: „millionenfach glänzend“) wurde in Burma (heute Myanmar) geboren, das bei ihrer Geburt noch zu Britisch-Indien gehörte. Ihr Vater war ein burmesischer Regierungsbeamter. Sie hatte einen Bruder, der bei der burmesischen Marine diente. Win Min Than wuchs in Rangun auf. Bereits als Kind unterhielt sie auf dem Esstisch die Dinnergäste ihrer Eltern und träumte von einer Bühnenkarriere. Während des Zweiten Weltkriegs wurde Burma von japanischen Truppen besetzt. Daraufhin floh Win Min Thans Familie nach Indien und überlebte auf der Reise Angriffe japanischer Flugzeuge.
Bis zu ihrem 14. Lebensjahr besuchte Win Min Than eine Klosterschule, wo sie neben Rollschuhfahren und Basketballspielen auch die englische Sprache erlernte. 1951 wurde sie nach London geschickt. Dort besuchte Win Min Than die Tanzschule Marie Ramberts. Eigenen Angaben zufolge sah sie sich aber nie als Tänzerin und brach die Ausbildung nach kurzer Zeit ab. Sie kehrte in ihre Heimat zurück und heiratete 1953 den fast 20 Jahre älteren burmesischen Parlamentsabgeordneten Bo Setkya, dem sie Verbindungen zum Militär später absprechen sollte.

### Entdeckung für den Film
1954 wurde Win Min Than in ihrer Heimat durch einen Freund Robert Parrishs entdeckt. Dieser fotografierte sie und ließ das Bild dem US-amerikanischen Filmregisseur zukommen. Parrish arbeitete zu dieser Zeit an einer Verfilmung von Herbert Ernest Bates’ Roman The Purple Plain (1947, dt.: Rückkehr ins Leben). Der populäre Kriegsroman erzählt die Geschichte dreier Soldaten, die mit ihrem Flugzeug im Zweiten Weltkrieg über Burma abstürzen und im Dschungel ums Überleben kämpfen. The Purple Plain war von dem Briten Eric Ambler für die Kinoleinwand adaptiert worden, und Parrish war von der Idee fasziniert, die weibliche Hauptrolle mit einer Asiatin zu besetzen. Nachdem er das Bild von Win Min Than gesehen hatte, flog Parrish nach Burma und ließ sie einige Drehbuchseiten vorsprechen. Obwohl sie über keinerlei Schauspielerfahrung verfügte, erhielt sie nach drei Wochen Wartezeit die Zusage für die Filmrolle und kehrte für die ersten Dreharbeiten nach London zurück. In der Zwischenzeit hatte Win Min Than heimlich die Romanvorlage gelesen.
Die Hauptrolle in der Filmversion von The Purple Plain (dt. Titel: Flammen über Fernost) übernahm der US-Amerikaner Gregory Peck. Er spielte den kanadischen Piloten Forrester, der seit dem Tod seiner Frau bei einem Bombenangriff auf London unter neurotischen Angstzuständen leidet. Win Min Than war als Objekt der Begierde Pecks als Anna zu sehen, eine Krankenschwester, die zeitweise auf einem burmesisch-britischen Flugstützpunkt arbeitet und der männlichen Hauptfigur hilft, ihr Trauma zu überwinden. Die Dreharbeiten fanden größtenteils auf Ceylon (heute Sri Lanka) statt. Die Arbeit empfand Win Min Than laut eigenen Angaben als „anstrengend“: „Die Arbeit war überraschend mühsam, […] und die Schmetterlinge in meinem Bauch blieben von fünf Uhr früh bis neun Uhr Abends“. Gleichzeitig soll sie die Mitwirkung bei Kussszenen abgelehnt haben. Hilfe bei den Dreharbeiten erfuhr das eigenen Angaben zufolge „nervöse, eher erschrockene Mädchen und nun Schauspielerin“ durch Gregory Peck sowie Nebendarstellerin Brenda de Banzie.
Flammen über Fernost wurde von der Fachwelt wohlwollend aufgenommen, war aber nur in Europa erfolgreich. Der Film war, so die zeitgenössische Kritik der Los Angeles Times, einer von zahlreichen Filmen Mitte der 1950er Jahre, die sich Asien als Handlungs- und/oder Drehort annahmen. Weitere Vertreter des „Asienfiebers“ zu jener Zeit waren Treffpunkt Hongkong, Alle Herrlichkeit auf Erden (mit William Holden und Jennifer Jones), Tokio-Story mit Robert Ryan und Robert Stack, Die linke Hand Gottes, Knotenpunkt Bhowani, Für Amerikaner verboten? (mit Aldo Ray und Phil Carey), Die Brücken von Toko-Ri sowie die damals in Planung befindlichen Das kleine Teehaus und Der Mann, der König sein wollte.

### Amerika-Tournee und Rückzug ins Privatleben
Ebenso wie die beiden anderen asiatischen Schauspielerinnen Shirley Yamaguchi (Tokio-Story) und Mitsuko Kimura (Für Amerikaner verboten?) löste Win Min Thans Darstellung bei amerikanischen und englischsprachigen Kritikern helles Entzücken aus. Die einflussreiche amerikanische Reporterin Louella Parsons nannte sie eines der schönsten Mädchen, das sie je gesehen hätte. Ebenso bemerkten die New York Times, die Los Angeles Times und die britische Times die Schönheit beziehungsweise die Erhabenheit der burmesischen Schauspielerin und sie erhielt weitere Filmangebote aus Großbritannien sowie den Vereinigten Staaten. Auch besuchte die 21-jährige zierliche und leise sprechende Asiatin im Frühjahr 1955 Amerika, um Flammen über Fernost bei seinem US-Kinostart zu promoten. Win Min Than erschien unter anderem am 26. Februar in der Ed Sullivan Show und wurde am 8. März in Washington, D.C. während einer Cocktailparty durch den burmesischen Botschafter in den USA geehrt. Sie sorgte in Amerika unter anderem durch ihr exotisches Aussehen und ihre fremdländischen, teilweise konservativen Ansichten für Aufsehen.
Win Min Than vertrat die Meinung, dass eine mögliche Filmkarriere sich nicht mit ihrer Ehe überschneiden solle. Nachdem sie zu Anfang ihrer Amerika-Tournee von der Möglichkeit gesprochen hatte, eventuell jährlich in einem Film mitzuwirken und die restliche Zeit bei ihrem Ehemann zu Hause zu verbringen, verkündete sie mehrere Wochen später auf einer Pressekonferenz, sich nicht stark genug für eine Karriere in Hollywood zu fühlen. Sie schlug alle Filmangebote aus und kehrte zu ihrem Ehemann nach Burma zurück. Mit ihm lebte sie etwa 6,4 Kilometer von Rangun entfernt in einem Anwesen, das auf den Fundamenten eines ehemaligen Talaing-Palastes erbaut worden war.

## Filmografie
- 1954: Flammen über Fernost (The Purple Plain)